# Rebecca Luker
Rebecca Luker   (Helena, 17 d'abril de 1961 - Manhattan, 23 de desembre de 2020) va ser una actriu, cantant i artista estatunidenca, destacada per la seva "veu de soprano d'òpera nítida" i per mantenir llargues estades en musicals de Broadway al llarg de les seves tres dècades de llarga carrera. The New York Times la va comparar amb actrius com Barbara Cook i Julie Andrews. Va ser nominada a tres premis Tony, tres premis Outer Critics Circle i dos premis Drama Desk.

## Biografia
Luker, filla de Martha (Baggett), una tresorera de l'institut, i del Norse Doak Luker, Jr., un treballador de la construcció, va néixer a Birmingham, Alabama i va créixer al suburbi d' Helena Va assistir a la Universitat de Montevallo, obtenint una llicenciatura en música, prenent-se un any de vacances el 1984 per actuar a Sweeney Todd com Johanna Barker al Michigan Opera Theatre.
El debut de Luker a Broadway va ser a The Phantom of the Opera en el paper de Christine (1988–91). Originalment era la substituta de l'actriu principal Sarah Brightman i la seva substituta Patti Cohenour. Luker més tard va assumir el paper després que Brightman i Cohenour abandonessin l'espectacle. Els papers posteriors a Broadway inclouen Lily a in The Secret Garden (1991–93), Magnolia a Show Boat (1994–97, sent la primera actriu nominada a un premi Tony per aquest paper, Maria a The Sound of Music (1998–99), Marian a The Music Man (2000–2001), i Claudia in Nine (2003). Va interpretar el paper de Mrs. Banks a Mary Poppins des del 2006 fins al 2010. Més tard va substituir Victoria Clark com a Crazy Marie/the Fairy Godmother a la producció de Broadway de Cinderella per a un compromís que va durar des de setembre. Del 2013 al gener del 2014. Luker es va unir al repartiment de Fun Home at the Circle in the Square Theatre a Broadway, assumint temporalment el paper d'Helen Bechdel del 5 d'abril de 2016 al 22 de maig de 2016.
Luker va aparèixer a l'Off-Broadway a The Vagina Monologues, Indian Summer, X (Life of Malcolm X), Brigadoon, Death Takes a Holiday, i Can't Let Go. Durant l'any 2002, el Kennedy Center va presentar una "Celebració de Sondheim"; Luker va aparèixer a Passion com Clara. Va actuar al New York City Center Encores!"! als concerts escenificats de of The Boys from Syracuse i de Where's Charley?. Les seves aparicions televisives inclouen include Boardwalk Empire, The Good Wife, Matlock, Law & Order: Special Victims Uniti la pel·lícula Cupid & Cate. Va aparèixer a la pel·lícula del 2012 Not Fade Away.. L'11 de gener de 2016, Luker va repetir el paper de Lily a The Secret Garden en una actuació benèfica al Lucille Lortel Theatre.
Luker va actuar com a solista de concert amb orquestres simfòniques d'arreu del món i en entorns íntims en solitari. Va fer un concert en solitari com a part de la American Songbook Series al Lincoln Center el 2005, amb 20 cançons compostes per un grup de compositors més joves com Paul Loesel, Scott Burkell, Jeff Blumenkranz, Barry Kleinbort i Joseph Thalken. El seu debut en solitari de cabaret l'any 2006 a Feinstein's at the Regency va rebre crítiques elogioses del New York Times i de Variety, així com el premi Bisto al millor concert debut. Va actuar el 2008 en un concert en solitari al Kennedy Center's Terrace Theatre, un concert de 2011 amb la música de Rodgers i Hammerstein (de nou al Kennedy Center), i el 2012, el "Bridge to Broadway" com a part del Festival de River to River de Nova York i "NEW VOICES at NYU: A Celebration of Songs by NYU Musical Theatre Writers Past and Present".
El 2001, Luker, Truman Capote, i la versió cinematogràfica de To Kill a Mockingbird van ser incorporats a l'escenari d'Alabama i al Saló de la Fama de la pantalla. També es va doctorar en belles arts, honoris causa el 5 de maig de 2010 per la seva alma mater, la Universitat de Montevallo.

## Vida personal
Luker es va casar amb Gregory Jbara el 1993. Es van divorciar el 1996 Es va casar amb Danny Burstein el juny de 2000, convertint-se en madrastra dels seus fills Zachary i Alexander.
El 9 de febrer de 2020, Luker va anunciar que patia d'esclerosi lateral amiotròfica (ELA), després d'haver estat diagnosticada a finals de 2019. El juny de 2020, encara podia cantar, ja que va oferir un concert en benefici en directe per a l'ELA. No obstant això, a l'octubre, va dir que havia estat utilitzant una cadira de rodes durant set mesos i que la malaltia havia progressat fins al punt que "no tenia diafragma", per la qual cosa no podia parlar en veu alta.
L'abril de 2020, Burstein va contreure la COVID-19 (juntament amb diversos altres membres del repartiment de Moulin Rouge!, en el qual va ser protagonista). Va ser hospitalitzat al St. Luke's de Manhattan i es va recuperar. Després del seu calvari, Burstein va escriure un relat que es va publicar a The Hollywood Reporter. Cap al final d'aquest article, Burstein va escriure "mentre estic millorant, la Rebecca també ha començat a tractar amb el virus ara. No s'ha fet la prova, però té tots els símptomes en diferents graus. L'estem supervisant de prop." Luker finalment va tenir un cas molt més lleu que el del seu marit.
Luker va morir d'ELA en un hospital de Manhattan el 23 de desembre de 2020, als 59 anys.

## Crèdits teatrals

### Broadway
| Any       | Títol                              | Paper          | Notes         |
| --------- | ---------------------------------- | -------------- | ------------- |
| 1988–1991 | The Phantom of the Opera           | Christine Daaé | Suplent       |
| 1991–1993 | The Secret Garden                  | Lily           | Creà el paper |
| 1994–1997 | Show Boat                          | Magnolia       | Revival       |
| 1998–1999 | The Sound of Music                 | Maria Rainer   | Revival       |
| 2000–2001 | The Music Man                      | Marian Paroo   | Revival       |
| 2003      | Nine                               | Claudia        | Substituta    |
| 2006–2010 | Mary Poppins                       | Winifred Banks | Creà el paper |
| 2013–2014 | Rodgers + Hammerstein's Cinderella | Marie          | Substituta    |
| 2016      | Fun Home                           | Helen Bechdel  | Substituta    |

### Altres
| Any  | Títol                                          | Paper                     | Notes                             |
| ---- | ---------------------------------------------- | ------------------------- | --------------------------------- |
| 1983 | A Little Night Music                           | Anne                      | Michigan Opera Theatre            |
| 1984 | Sweeney Todd: The Demon Barber of Fleet Street | Johanna                   | Michigan Opera Theatre            |
| 1985 | Leave It to Jane                               | Jane Witherspoon          | Goodspeed Opera House             |
| 1986 | No, No, Nanette                                | Nanette                   | Carnegie Hall                     |
| 1993 | Show Boat                                      | Magnolia                  | North York Performing Arts Centre |
| 1996 | Brigadoon                                      | Fiona                     | New York City Opera               |
| 1996 | Time and Again                                 | Julia                     | Old Globe Theatre                 |
| 1997 | The Boys from Syracuse                         | Adriana                   | Encores! al New York City Center  |
| 1997 | Harmony                                        | Mary                      | La Jolla Playhouse                |
| 2002 | The Vagina Monologues                          | performer                 | Westside Theatre                  |
| 2002 | Passion                                        | Clara                     | Kennedy Center                    |
| 2003 | She Loves Me                                   | Amalia                    | Reprise Theatre Company           |
| 2003 | Can't Let Go                                   | performer                 | Keen Company                      |
| 2006 | Indian Blood                                   | Jane                      | Primary Stages                    |
| 2011 | Where's Charley?                               | Donna Lucia D'Alvadorez   | Encores!                          |
| 2011 | Death Takes a Holiday                          | Duchess Lamberti          | Laura Pels Theater                |
| 2014 | Little Dancer                                  | Marie von Goethem (adult) | Kennedy Center                    |
| 2019 | Footloose                                      | Vi Moore                  | Kennedy Center                    |

## Filmografia

### Televisió
| Any       | Títol                             | Paper           | Notes                         |
| --------- | --------------------------------- | --------------- | ----------------------------- |
| 2000      | Cupid & Cate                      | Annette         | TV movie                      |
| 2004      | Law & Order: Special Victims Unit | Wendy Campbell  | Episodi: "Poison"             |
| 2010      | The Good Wife                     | Carleen Loren   | Episodi: "Taking Control"     |
| 2011      | Submissions Only                  | Hannah Labove   | Episodi: "Mean Like Me"       |
| 2011      | Law & Order: Special Victims Unit | Mrs. Walsh      | Episodi: "True Believers"     |
| 2012      | Boardwalk Empire                  | Sister Agnes    | Recurring; 4 Episodis         |
| 2015      | Law & Order: Special Victims Unit | Lisa Parker     | Episodi: "Transgender Bridge" |
| 2017      | Elementary                        | Virginia Spivey | Episodi: "High Heat"          |
| 2018–2019 | NCIS: New Orleans                 | Rose LaSalle    | 3 Episodis                    |
| 2020      | Bull                              | Michele Downey  | Episodi: "Child of Mine"      |

### Cinema
| Any  | Títol                                         | Paper              | Notes  |
| ---- | --------------------------------------------- | ------------------ | ------ |
| 1997 | Beauty and the Beast: The Enchanted Christmas | Chorus (voice)     | Video  |
| 2006 | Spectropia                                    | Singer at the ball |        |
| 2012 | Not Fade Away                                 | Marti Dietz        | [ 66 ] |
| 2014 | The Rewrite                                   | Joan               | [ 66 ] |

## Discografia

### Discs en solitari
- I Got Love - Songs of Jerome Kern (2013, PS Classics)[67]
- Greenwich Time (2009, PS Classics)[68]
- Leaving Home (2004, PS Classics)[69]
- Anything Goes: Rebecca Luker Sings Cole Porter (1996, Varèse Sarabande)[70][71]

### Enregistraments de repartiments
- Passion (2013 New York Cast Recording, PS Classics)[72]
- Jerome Kern: The Land Where the Good Songs Go - A New Revue (2012 Studio Cast Recording, 101 Distribution, PS Classics)[73]
- Sweet Little Devil (2012 Studio Cast Recording, PS Classics)[74]
- Death Takes a Holiday (2011 Original Off-Broadway Cast Recording, PS Classics)[75]
- Sweet Bye and Bye (2011 Studio Cast Recording, PS Classics)[76]
- Life Begins at 8:40 (2010 World Premiere Recording, PS Classics)
- Kitty’s Kisses (2009 World Premiere Recording, PS Classics)
- Dear Edwina (2008 World Premiere Recording, PS Classics)[77]
- Brownstone (2003 Studio Cast Recording, Original Cast Record)[78]
- Everybody’s Getting into the Act (2003 Studio Cast Recording, Varèse Sarabande)
- The Music Man (2000 New Broadway Cast Recording, Q Records)[79]
- Wonderful Town (1998 Studio Cast Recording, JAY Records)[80]
- The Sound of Music (1998 New Broadway Cast Recording, RCA Victor)[81]
- The Boys from Syracuse (1997 Encores! Cast Recording, DRG Records)[82]
- Show Boat (1994 Revival Cast Album, Livent Music)[83]
- Brigadoon (1992 Studio Cast Album, EMI Records)
- The Secret Garden (1991 Original Broadway Cast Album, Columbia Records)[84]
- Strike Up the Band (1991 Studio Cast Album, Elektra Nonesuch)
- Annie Get Your Gun (1991 Studio Cast Album, EMI Records)
- Kiss Me, Kate (1990 Studio Cast Album, EMI Records)
- Show Boat (1988 Studio Cast Album, EMI Records)

### Featured recordings
- Over the Moon: The Broadway Lullaby Project (2012, Over the Moon)[85]
- Victor Herbert: Collected Songs (2012, New World Records)
- Show Some Beauty (2011, Yellow Sound Label)
- Poetic License 100 Poems/100 Performers (2010, GPR Records)
- Tom Herman: Music for Voice (2008, CDBY)
- State of Grace III (2006, Koch Int’l Classics)
- The Real Thing: Jamie deRoy and Friends, Volume 7 (2006, Harbinger Records)
- Jule Styne in Hollywood (2006, PS Classics)[86]
- Philip Chaffin: Warm Spring Night (2005, PS Classics)
- Jeepers Creepers: Great Songs from Horror Films (2003, Red Circle)[87]
- Aria 3: Metamorphosis (2003, Koch Records)
- Believe: The Songs of The Sherman Brothers (2003, Varèse Sarabande)
- Sweet Appreciation: Rusty Magee Live at the West Bank Café (2002, SixFootPlusMusic)
- Peter Buchi: An American Voice (2002, Azica)
- My Favorite Broadway: The Love Songs (2001, Hybrid Recordings)[88]
- Aria 2: New Horizon (1999, Astor Place Recordings)
- A Little Bit in Love (1999 Compilation Album, JAY Records)
- Simple Gifts: Carols from the Abbey (1998, Broadway Cares/Equity Fights AIDS)[89]
- Bernstein Dances (1998, Deutsche Grammophon)
- A Special Place: Songs from the Heart (1998, Original Cast Records)[90]
- George & Ira Gershwin: Standards & Gems (1998 Compilation Album, Nonesuch Records)
- The Best of the Broadway Divas (1997 Compilation Album, Varèse Sarabande)
- The Best of In Celebration of Life 1-5 (Broadway Cares/Equity Fights AIDS)
- Aria (1997, Astor Place Recordings)
- Beauty and the Beast: The Enchanted Christmas (1997, Walt Disney Records)
- Unsung Musicals II (1995, Varèse Sarabande)
- Lost in Boston III (1995, Varèse Sarabande)
- Voices of Broadway: Songs of Conscience and Hope (1994, Broadway Cares/Equity Fights AIDS)
- Musicals! (1993 Compilation Album, EMI Records)
- Unsung Sondheim (1993, Varèse Sarabande)
- Jerome Kern Treasury (1993, EMI Records)
- Jerome Kern in London and Hollywood (1992, Rialto Records)[91]
- Broadway Showstoppers (1992, EMI Records)
- Sing Before Breakfast (1991, Rialto Records)
- Plácido Domingo: The Broadway I Love (1991, Warner Music)
- Early Kern (1991, Rialto Recordings)
- Keep Your Undershirt On (1990, Rialto Recordings)

## Premis i nominacions
| Any  | Premi                       | Categoria                                        | Treball                                   | Resultat  |
| ---- | --------------------------- | ------------------------------------------------ | ----------------------------------------- | --------- |
| 1991 | Premi Drama Desk            | Actriu de repartiment a un musical               | The Secret Garden                         | Nominat   |
| 1995 | Premi Tony                  | Millor actriu protagonista de musical            | Show Boat                                 | Nominat   |
| 1997 | Premi Drama-Logue           | Actuació                                         | Harmony                                   | Guanyador |
| 1998 | Premis Outer Critics Circle | Actriu més destacada a un musical                | The Sound of Music                        | Nominat   |
| 2000 | Premis Outer Critics Circle | Actriu més destacada a un musical                | The Music Man                             | Nominat   |
| 2000 | Premi Drama Desk            | Actriu més destacada a un musical                | The Music Man                             | Nominat   |
| 2000 | Premi Tony                  | Millor actriu protagonista de musical            | The Music Man                             | Nominat   |
| 2007 | Premi Bistro                | Debut                                            | Feinstein's at the Regency (Solo Cabaret) | Guanyador |
| 2007 | Premi Tony                  | Millor actriu de repartiment de musical          | Mary Poppins                              | Nominat   |
| 2007 | Premi Outer Critics Circle  | Actriu de repartiment més destacada a un musical | Mary Poppins                              | Nominat   |
| 2012 | Premi Outer Critics Circle  | Actriu de repartiment més destacada a un musical | Death Takes a Holiday                     | Nominat   |